# Liste der Baudenkmale in Campen (Krummhörn)
Die Liste der Baudenkmale in Campen (Krummhörn) enthält die nach dem Niedersächsischen Denkmalschutzgesetz geschützten Baudenkmale in dem ostfriesischen Ort Campen, der zu der Gemeinde Krummhörn gehört. Die Auflistung ist ein Teilauszug der offiziellen Denkmalliste Krummhörns.  Die Quelle der Baudenkmale ist der Denkmalatlas Niedersachsen. Der Stand der Liste ist der 3. Februar 2024.

## Allgemein
In den Spalten befinden sich folgende Informationen:
- Lage: die Adresse des Baudenkmales und die geographischen Koordinaten. Kartenansicht, um Koordinaten zu setzen. In der Kartenansicht sind Baudenkmale ohne Koordinaten mit einem roten Marker dargestellt und können in der Karte gesetzt werden. Baudenkmale ohne Bild sind mit einem blauen Marker gekennzeichnet, Baudenkmale mit Bild mit einem grünen Marker.
- Bezeichnung: Bezeichnung des Baudenkmales
- Beschreibung: die Beschreibung des Baudenkmales. Unter § 3 Abs. 2 NDSchG werden Einzeldenkmale und unter § 3 Abs. 3 NDSchG Gruppen baulicher Anlagen und deren Bestandteile ausgewiesen.
- ID: die Objekt-ID des Baudenkmales
- Bild: ein Bild des Baudenkmales, ggf. zusätzlich mit einem Link zu weiteren Fotos des Baudenkmals im Medienarchiv Wikimedia Commons. Wenn man auf das Kamerasymbol klickt, können Fotos zu Baudenkmalen aus dieser Liste hochgeladen werden:

| Lage                                             | Bezeichnung                            | Beschreibung | ID       | Bild           |
| ------------------------------------------------ | -------------------------------------- | --- | -------- | -------------- |
| Am Glockenturm 53° 23′ 59″ N, 7° 3′ 4″ O         | Friedhof                               | | 34659295 | BW             |
| Am Glockenturm 53° 24′ 0″ N, 7° 3′ 4″ O          | Kirche                                 | Backsteinbau auf rechteckigem Grundriss. Ostgiebel mit hohem Dachreiter. Spitzbogige Fenster. | 34659319 | Weitere Bilder |
| Am Glockenturm 53° 24′ 0″ N, 7° 3′ 4″ O          | Glockenturm                            | Freistehend, ebenfalls in Backstein auf annähernd quadratischem Grundriss. | 34659348 |                |
| Am Langen Graben 9 53° 24′ 6″ N, 7° 3′ 5″ O      | Kirche                                 | | 34659395 | Weitere Bilder |
| Birnbaumstraße 1 53° 23′ 57″ N, 7° 3′ 6″ O       | ehem. Landarbeiterhaus                 | | 34659420 | BW             |
| Heiselhuser Straße 24 53° 24′ 32″ N, 7° 1′ 40″ O | Gulfhof Petersen                       | Gulfhaus in Ziegelbauweise unter Verwendung aufwendiger Ziegelziersetzungen in den Fenster- und Gesimsbereichen (Deutsches Band), Gulfscheune eingekürzt.                                                    | 34659521 | BW             |
| Heiselhuser Straße 24 53° 24′ 30″ N, 7° 1′ 44″ O | Gulfhof Petersen (Graft)               | | 34659697 |                |
| Heiselhuser Straße 25 53° 24′ 34″ N, 7° 1′ 42″ O | Gulfhof Groß-Heiselhusen               | Großes Gulfhaus in Ziegelmauerwerk, anderthalbgeschossiger Wohnteil, Wohngiebel mit Sandsteinaufsätzen, Innengerüst Gulfscheune um 1725, Außenwände um 1900 erneuert.                                        | 34659574 | BW             |
| Heiselhuser Straße 25 53° 24′ 32″ N, 7° 1′ 46″ O | Gulfhof Groß-Heiselhusen (Toranlage)   | | 34659831 | BW             |
| Heiselhuser Straße 25 53° 24′ 33″ N, 7° 1′ 45″ O | Gulfhof Groß-Heiselhusen (Graft)       | | 34659858 | BW             |
| Heiselhuser Straße 25 53° 24′ 33″ N, 7° 1′ 44″ O | Gulfhof Groß-Heiselhusen (Baumbestand) | | 34659751 | BW             |
| Heiselhuser Straße 25 53° 24′ 34″ N, 7° 1′ 41″ O | Gulfhof Groß-Heiselhusen               | | 34659574 | BW             |
| Kirchgang 1 53° 24′ 2″ N, 7° 3′ 2″ O             | Gulfhaus (Agrarmuseum, Hof Ohling)     | Gut erhaltener Backsteinbau. Erneuert 2. Hälfte 19. Jh. | 34659444 | BW             |
| Leuchtturmstraße 53° 24′ 19″ N, 7° 0′ 58″ O      | Maschinenhaus, ehem                    | Dieselmotor von 1906. | 34659548 | BW             |
| Leuchtturmstraße 53° 24′ 22″ N, 7° 0′ 59″ O      | Leuchtturmwärterhaus                   | | 34659499 | BW             |
| Leuchtturmstraße 53° 24′ 21″ N, 7° 0′ 59″ O      | Leuchtturm                             | Stählerne Gitterkonstruktion von 65,3 m Höhe mit feststehendem Leitfeuer zur Sicherung der Einfahrt in den Emder Emshafen. Die Spitze errichtet als vierseitige Pyramide mit Gasbehälter und Laternenaufsatz | 34659474 | Weitere Bilder |
| Rüterslohne 8 53° 23′ 59″ N, 7° 3′ 7″ O          | Gulfhof de Ryther                      | Anderthalbgeschossiges Wohnhaus mit zwei zusätzlichen Kornböden, Flügelfenster mit Oberlichtern, Wohngiebel mit Giebelkreuz; Mauerwerk ursprünglich zum Teil verputzt.                                       | 34659621 | BW             |
| Tannenweg 1 53° 24′ 3″ N, 7° 3′ 2″ O             | Gulfhaus (Agrarmuseum, Hof Heikens)    | | 34659269 |                |